# Rashad Khalifa
Rashad Khalifa, arab. رشاد خليفة (ur. 19 listopada 1935 r., zm. 31 stycznia 1990 r. w Tuscon) – amerykański biochemik egipskiego pochodzenia, reformator islamu, który ogłosił się bożym posłańcem.

## Życiorys
Urodzony 19 listopada 1935 r. w rodzinie egipskich Koptów. W 1959 r. wyjechał do USA, gdzie podjął studia biochemiczne, a z czasem uzyskał obywatelstwo. Założył islamską grupę wyznaniową United Submitters International, której wyznawcy odrzucili sunnę jako źródło doktryny religijnej. Przez wiele lat pozostawał imamem meczetu w Tuscon w Arizonie. W 1968 r. Khalifa ogłosił, że odkrył wzór matematyczny w Koranie, bazujący na liczbie 19 i opublikował kilka książek na temat. Jego prace szybko stały się kontrowersyjne i uznane przez wielu muzułmanów (zarówno sunnitów i szyitów) za heretyckie, m.in. za sprawą ogłoszenia przez niego, że niektóre wersy Koranu są fałszywe i dodane do niego później. Swoje działania przy „oczyszczaniu” Koranu Khalifa uzasadniał odkrytym przez siebie wzorem matematycznym oraz rzekomymi dowodami na ich późniejsze dodanie do Koranu. Za swój cel stawiał połączenie judaizmu, chrześcijaństwa i islamu.
Z czasem kontrowersje wobec niego narastały, gdy użył swojego algorytmu do uzasadnienia ogłoszenia się bożym posłańcem, na równi z Abrahamem i Mahometem. Khalifa ogłosił też nowe interpretację słów „posłaniec” i „prorok”, by pogodzić swoje tezy z zawartym w Koranie określeniem Mahometa jako „pieczęci” proroków, co interpretowano jako uznanie go za ostatniego proroka. W efekcie został uznany za heretyka i apostatę w 1989 r. przez grupę saudyjskich imamów.
Zginął 31 stycznia 1990 r. w swoim meczecie w Tucson, zasztyletowany i podpalony przez Glena Francisa z Trynidadu i Tobago, który podawał się za osobę chcącą poznać jego nauki. Francis został aresztowany w 2009 r. w Kanadzie i po deportacji skazany na dożywocie.